# 洞院公泰
洞院 公泰（とういん きんやす）は、鎌倉時代後期から南北朝時代にかけての公卿・歌人。左大臣・洞院実泰の三男。公賢・公敏の庶弟、守子（後醍醐天皇妃）の同母弟。後宇多法皇の養子となる。官位は正二位・権大納言（北朝）、従一位・右大臣（南朝）。冷泉（れいぜい）と号した。

## 経歴
中宮権亮・左近衛中将・蔵人頭を経て、元亨元年（1321年）6月参議として公卿に列し、8月従三位に叙される。正中元年（1324年）正三位、翌2年（1325年）正月左衛門督を兼ね、4月権中納言、嘉暦2年（1327年）3月従二位と進むも、元徳2年（1330年）7月に辞任。同年11月正二位に叙された後はしばらく任官の事なく、建武政権下の建武元年（1334年）9月権大納言に任じられて台閣に復帰する。延元元年/建武3年（1336年）正月脇屋義助を大将に据えた宮方軍に参加し、東国から上洛する足利尊氏を山崎にて迎え討ったが、配下の公家は実戦の経験に乏しかったため、敗色が濃くなるとたやすく降参したという。次いで同年5月宮内卿、11月春宮大夫を兼ねる。南北朝分立後は北朝に仕え、興国元年/暦応3年（1340年）12月辞職したが、翌年（1341年）本座を許され、正平3年/貞和4年（1348年）10月民部卿に任じられた。
正平6年/観応2年（1351年）12月正平一統の際には南朝へ参候し、大納言に任じられる。以後は南朝公卿として累進し、右大臣に昇ったが、やがて散位に移り、正平14年/延文4年（1359年）5月に出家して覚元（覚玄）と号した。出家後も歌会には出詠し、正平19年/貞治3年（1364年）以降間もなく薨去したと思われる。
京都歌壇においては、貞和2年（1346年）の『貞和百首』などに詠進し、勅撰集は『続後拾遺和歌集』に1首、『風雅和歌集』に4首、『新続古今和歌集』に7首が入集した他、南朝歌壇においては、正平8年（1353年）の『内裏千首』などに詠進し、准勅撰集『新葉和歌集』には「冷泉入道前右大臣」として45首が入集している。

## 逸話
- 雅楽に巧みであり、御遊においてはしばしば笙や琴の演奏を担当した。
- 『増鏡』巻13「秋のみ山」に、公泰は後醍醐天皇から寵妃の大納言典侍を下賜されて、典侍と仲睦まじく暮らしたが、やがて先立たれたという話が見える。
- 竹柏園本『耕雲千首（英語版）』付載の消息文によれば、宗良親王は公泰の歌について、「少も庭訓（二条為世の歌論）をばたがへじとよみて候」と称賛したという。
- 後宇多・後醍醐など大覚寺統（南朝）の天皇との関係が親密であったためか、光厳・光明など持明院統（北朝）の天皇の下では官位の昇進が見られない。

## 系譜
- 父：洞院実泰（1270-1327）
- 母：家女房（?-1354） - 藤原兼頼[3]女
- 義父：後宇多法皇（1267-1324）
- 妻：大納言典侍 - 北畠師重女
- 生母不明の子女
  - 男子：洞院実茂（?-?） - 中納言（南朝）、早世
  - 男子：正叡
  - 男子：実済（1329-1403） - 西南院
  - 男子：賢済 - 醍醐寺
  - 女子：後醍醐天皇官女
  - 女子：西園寺実長室
  - 女子：洞院公信室